# David Stefanutti
David Stefanutti, hrvatski violončelist i skladatelj.
Violončelist je orkestra Opere Hrvatskog narodnog kazališta Ivana pl. Zajca u Rijeci. Umjetnički je voditelj Riječkog komornog orkestra i ansambla Collegium musicum Fluminense, s kojima uspješno koncertira. S oba je ansambla snimio nosače zvuka. Na područnom odsjeku Muzičke akademije Zagreb u Rijeci predaje komornu glazbu. Bavi se i skladanjem te je za svoje radove nagrađivan.

## Djela
- Adagio i fuga za gudače

## Poveznice
- Hrvatski skladatelji klasične i folklorne glazbe